# تورو شينوهارا
تورو شينوهارا (باليابانية: 篠原とおる؛ بالكانا: しのはら とおる) هو مانغاكا ياباني، ولد في 28 أبريل 1936 في نيهاما في اليابان.